# Csaptelep
A csaptelep az épületekben, háztartásokban, jellemzően a fürdőszobába és a konyhába beépített hideg és meleg víz ellátására szolgáló cső alakú szerelvény, mely a kiáramló víz mennyiségét és hőmérsékletét szabályozza manuális vagy automata módon.

## Részei
A csaptelepek jellemzően egy csaptestből, egy vagy több betétből és annak rögzítő gyűrűiből, illetve egy vagy több szabályozó karból, kifolyócsőből és gyöngyöző betétből állnak. A csaptelep fajtájától függően további részei is lehetnek.

## Működése
A hengeres, gömb vagy kúpos alkatrész elfordításával üzemeltethető. Tulajdonképpen a csaptelep egy szelep, amely az ülésre merőlegesen mozdítható. A háztartásokban található karos csaptelepek háromutas gömbcsapok. Függőleges mozgatásával a vízmennyiség, míg vízszintes mozgatásával a hőmérséklet, a hideg és meleg víz aránya szabályozható.

## Fajtái
Használat helye és módja alapján konyhai, fürdőszobai és egyéb típusú csaptelepeket különböztetünk meg. A konyhai csaptelepek közé a mosogató és a bojler csaptelepét soroljuk. A mosogató csaptelepet napjainkban egyszerre több funkció ellátására használják, így megalkották a fürdőszobai zuhanyzók mintájára készített kihúzható csövű változatokat. A bojler csaptelep alsó és felső bekötésben készül.
A fürdőszobai csaptelepekhez a kádtöltő, zuhany, mosdó, bidé és KMT (kád-mosdó töltő) szerelvények tartoznak. A KMT csaptelep a fürdőszobai csapok egy speciális fajtája, mely jellemzően panellakásokban terjedt el néhány évtizeddel ezelőtt. Funkcióját tekintve a mosdó és a kád feltöltésére is egyaránt alkalmas, köszönhetően forgatható és magas kifolyócsövének. Egyéb típusú csaptelepeknek kimondottan az orvosi célokat szolgáló szerelvényeket tekintjük. Az orvosi csaptelepek specialitását a tervezéskor nagy hangsúlyt kapott higiéniai szempontok jelentik.

## Típusai
A csaptelepek tervezése és kialakítása folyamatosan változik és bővül, esztétikai és működési szempontok alapján egyaránt. A mai legelterjedtebb fajták:
- Hideg vizes kifolyó
- Kétkaros csaptelep
- Egykaros csaptelep
- Nyomógombos csaptelep
- Fotocellás (infra) csaptelep
- Termosztatikus csaptelep

A hideg vizes kifolyók kizárólag hideg vagy előre kikevert hőmérsékletű víz biztosítására alkalmasak. Intézményekben, kollégiumokban, mellékmosdókban használatos típus.
Az egyik legelterjedtebb csaptelepfajta a kétkaros csaptelep, mely a hideg- és melegvíz-ellátást külön nyithatósággal és zárhatósággal látja el, együttes megnyitásukkal szabályozható a kiáramló víz hőmérséklete és mennyisége. Kerámiabetéttel ellátott változata tartósabb működést garantál.
Vízhasználat szempontjából a legtakarékosabb fajta az egykaros csaptelep, melynek működtetése egyszerű: egy kar segítségével használatba hozható. A víz hőfoka a csapon kívül keverhető ki. A kar megemelésével, felfele tolásával a víz mennyisége, míg vízszintes jobbra vagy balra fordításával a hőfoka szabályozható.
A fotocellás vagy más néven infra csaptelep érzékelőinek segítségével adagolja a víz mennyiségét, mely a jel eltűnésével automatikusan elzárja a kiáramló vizet.
Víztakarékosságot tekintve az egykaros csaptelepek mellett a termosztatikus szerelvények is megfelelő alternatívák lehetnek a háztartásokban. Folyamatos hőmérsékletet biztosít, melyet a víznyomás és hőmérséklet ingadozásainak kiegyenlítésével ér el. Létezik egykaros és kétkaros változata. Egykaros termosztatikus csaptelep esetén vízszintes elfordításával a kiválasztott hőfok állítható be, mely a kar felemelésével garantált hőfokot biztosít. A kétkaros változatok bal oldala a nyitás és zárás mellett a vízmennyiséget szabályozza, míg a jobb oldal a megfelelő hőmérséklet kiválasztását és rögzítését szolgálja.